# 정부 마농 (1949년 영화)
《정부 마농》(Manon)은 프랑스에서 제작된 앙리조르주 클루조 감독의 1949년 영화이다. 세실 오브리 등이 주연으로 출연하였다. 1949 베네치아 영화제 황금사자상 수상작이다.
프레보의 소설에서 골자를 딴 크루조의 마농 레스코인데, 대전 후의 파리의 혼란과 암흑면이 날카롭고 차갑게 묘사된다. 유태계인 크루조는 마농 등을 유태계로 간주하고, 유태인 망명자들과 함께 약속된 나라로 보냈는데 드디어 구적민족(仇敵民族)에게 침입자라고 해서 살해된다. 유태민족의 불행을 아무 비창감(悲愴感)도 없이 냉혹하게 쏘아보는 크루조의 눈은 거의 자학적일 만큼 날카롭다.

## 줄거리
연합군이 노르망디에 상륙하고 프랑스 해방도 바로 눈앞에 다가선 1944년. 파리에서 그리 멀지 않은 시골거리에서는 독일에 협력한 '매국노'를 제재하고 있었다. 전쟁에 찌들린 소녀 마농(오브리)이 곤혹을 당하는 것을 저항군 민병 로벨(오크렐)이 구출하고 서로 사랑하게 된다. 해방 후 두 사람은 파리에서 암시장을 경영하고 있는 마농의 오빠 레옹(세르주 레자니)의 벗이 되는데 마농은 애인을 배신하고서 레옹의 두목의 정부(情婦)가 된다. 레옹은 다시금 동생을 미국인에게 팔아 넘기려 하다가 로벨에게 살해된다. 로벨은 마농을 데리고서 마르세유로 도망치고, 근동으로 가는 화물선에 많은 유태인과 함께 밀항자로서 승선한다. 팔레스티나 연안에서 두 사람은 유태인들과 같이 상륙하는데, 사막에서 아라비아인에게 습격당하여 유태인으로서 살해된다.

## 출연

### 주연
- 세실 오브리
- 마이클 오클레어

### 조연
- 세르주 레지아니

## 기타
- 원작자: 아베 프레보